# Chevron McLean
Chevron McLean (9 maggio 1996) è un calciatore sanvincentino, difensore del Sevenoaks Town.

## Carriera

### Club
Ha giocato tra la sesta e l'ottava divisione inglese.

### Nazionale
Nel 2019 ha esordito in nazionale.

## Statistiche

### Cronologia presenze e reti in nazionale
| Cronologia completa delle presenze e delle reti in nazionale ― Saint Vincent e Grenadine | Cronologia completa delle presenze e delle reti in nazionale ― Saint Vincent e Grenadine | Cronologia completa delle presenze e delle reti in nazionale ― Saint Vincent e Grenadine | Cronologia completa delle presenze e delle reti in nazionale ― Saint Vincent e Grenadine | Cronologia completa delle presenze e delle reti in nazionale ― Saint Vincent e Grenadine | Cronologia completa delle presenze e delle reti in nazionale ― Saint Vincent e Grenadine | Cronologia completa delle presenze e delle reti in nazionale ― Saint Vincent e Grenadine | Cronologia completa delle presenze e delle reti in nazionale ― Saint Vincent e Grenadine |
| Data                                                                                     | Città                                                                                    | In casa                                                                                  | Risultato                                                                                | Ospiti                                                                                   | Competizione                                                                             | Reti                                                                                     | Note                                                                                     |
| ---------------------------------------------------------------------------------------- | ---------------------------------------------------------------------------------------- | ---------------------------------------------------------------------------------------- | ---------------------------------------------------------------------------------------- | ---------------------------------------------------------------------------------------- | ---------------------------------------------------------------------------------------- | ---------------------------------------------------------------------------------------- | ---------------------------------------------------------------------------------------- |
| 5-9-2019                                                                                 | Managua                                                                                  | Nicaragua                                                                                | 1 – 1                                                                                    | Saint Vincent e Grenadine                                                                | CONCACAF Nations League 2019-2020 - Fase a gironi                                        | -                                                                                        | 75’                                                                                      |
| 8-9-2019                                                                                 | Kingstown                                                                                | Saint Vincent e Grenadine                                                                | 1 – 0                                                                                    | Dominica                                                                                 | CONCACAF Nations League 2019-2020 - Fase a gironi                                        | -                                                                                        | 62’                                                                                      |
| 14-10-2019                                                                               | Paramaribo                                                                               | Suriname                                                                                 | 0 – 1                                                                                    | Saint Vincent e Grenadine                                                                | CONCACAF Nations League 2019-2020 - Fase a gironi                                        | -                                                                                        | 24’ 60’                                                                                  |
| 25-3-2021                                                                                | Willemstad                                                                               | Curaçao                                                                                  | 5 – 0                                                                                    | Saint Vincent e Grenadine                                                                | Qual. Mondiali 2022                                                                      | -                                                                                        |                                                                                          |
| Totale                                                                                   |                                                                                          | Presenze                                                                                 | 4                                                                                        |                                                                                          | Reti                                                                                     | 0                                                                                        |                                                                                          |